# Rhabdom
Das Rhabdom (von griech. rhabdos = „Rute, Stab“) ist der lichtleitende Achsstab innerhalb eines Ommatidiums des Komplexauges, oder eines Punktauges (Ocellus) eines Gliederfüßers. Es wird durch die 5 bis 9 Mikrovillisäume der Retinulazellen, auch Rhabdomere genannt, gebildet. Dort befinden sich große Mengen des Sehpigments (beispielsweise Rhodopsin), das die Lichtenergie absorbiert. Das Licht wird dorthin über die Cornealinse und die Kristallzellen bzw. ein Kristallkegel geleitet.
Es kann sekundär zu einer Trennung der Rhabdomere kommen, dies wird „offenes Rhabdom“ genannt und ist in den neuralen Superpositionsaugen beispielsweise bei einigen Hautflügler, oder Käferarten zu finden. 